# فرط التعظم الهيكلي المنتشر مجهول السبب
فرط التعظم الهيكلي المنتشر مجهول السبب (دي آي إس إتش) هو حالة تتميز بالتكلس غير الطبيعي/ تكوين العظام (فرط التعظم) للأنسجة الرخوة المحيطة بمفاصل العمود الفقري، وكذلك الهيكل العظمي المحيطي. يوجد في العمود الفقري تكوين عظمي على طول الرباط الطولي الأمامي وأحيانًا الرباط الطولي الخلفي، ما قد يؤدي إلى اندماج جزئي أو كامل لمستويات العمود الفقري المجاورة. تميل المفاصل الوجهية والحرقفية إلى أن تكون غير متورطة. العمود الفقري الصدري هو المستوى الأكثر شيوعًا للإصابة. في الهيكل العظمي المحيطي، يظهر فرط التعظم الهيكلي المنتشر مجهول السبب على أنه اعتلال ارتباطي متكلس، مع تكوين عظمي مرضي في المواقع التي ترتبط فيها الأربطة والأوتار بالعظام.

## العلامات والأعراض
غالبية الأشخاص الذين يعانون من فرط التعظم الهيكلي المنتشر مجهول السبب ليس لديهم أعراض، والنتائج هي خلل في التصوير العرضي.
في بعض الحالات، قد تتوافق نتائج الأشعة السينية مع أعراض تصلب الظهر مع الانثناء/التمدد أو مع آلام الظهر الخفيفة. قد يكون ألم الظهر أو تصلبه أسوأ في الصباح. نادرًا ما تؤثر نبتات العمود الفقري العنقية الأمامية الكبيرة على المريء أو الحنجرة وتسبب الألم وصعوبة البلع أو حتى ضيق التنفس. يمكن رؤية تكلس وتعظم مشابه في المواقع المحيطية، بما في ذلك الكتف، والعرف الحرقفي، والحدبة الإسكية، ومدورة الورك، وحدبة الظنبوب، والرضفة، وعظام اليدين و/أو القدمين.

## السبب
السبب الدقيق غير معروف. قد تكون العوامل الميكانيكية والغذائية واستخدام بعض الأدوية (مثل الإيزوتريتنون والإيترتين والأسيتريتين ومشتقات فيتامين أ الأخرى) ذات أهمية. هناك علاقة بين هذه العوامل ولكن ليس السبب أو النتيجة. السمة الإشعاعية المميزة لفرط التعظم الهيكلي المنتشر مجهول السبب هي التكلس الخطي المستمر على طول الجانب الأمامي-الأنسي للعمود الفقري الصدري. عادة ما يوجد فرط التعظم الهيكلي المنتشر مجهول السبب في الأشخاص بعمر الستينيات وما فوق، وهو نادر جدًا في الأشخاص في الثلاثينيات والأربعينيات من العمر. يمكن أن ينتشر المرض إلى أي مفصل في الجسم، ويؤثر على الرقبة والكتفين والأضلاع والوركين والحوض والركبتين والكاحلين واليدين. هذا المرض ليس قاتلًا، ولكن بعض المضاعفات المرتبطة به يمكن أن تؤدي إلى الوفاة. تشتمل المضاعفات على الشلل وعسر البلع (صعوبة البلع) والتهابات الرئة.
على الرغم من إظهار فرط التعظم الهيكلي المنتشر مجهول السبب بطريقة مشابهة لالتهاب الفقار اللاصق، لكنهما مرضان منفصلان. التهاب الفقار اللاصق هو مرض وراثي له علامات يمكن تحديدها، ويميل إلى البدء في ظهور علامات في سن المراهقة أو الشباب، ومن المرجح أن يؤثر على العمود الفقري القطني، ويؤثر على الأعضاء. لا يمتلك فرط التعظم الهيكلي المنتشر مجهول السبب أي مؤشر على وجود ارتباط جيني، ولا يؤثر على أعضاء أخرى غير الرئتين، وهو أمر غير مباشر فقط بسبب اندماج القفص الصدري.
ارتبط العلاج طويل الأمد لحب الشباب بالريتينويدات المشتقة من الفيتامينات، مثل الإيتريتين والأسيتريتين، بفرط التعظم خارج النخاع.

## التشخيص
يشخيص فرط التعظم الهيكلي المنتشر مجهول السبب من خلال نتائج دراسات الأشعة السينية. سوف تظهر الصور الشعاعية للعمود الفقري تكوينًا غير طبيعي للعظام (التعظم) على طول الرباط الفقري الأمامي. تبقى مساحات القرص والمفاصل الجانبية والحرقفية غير متأثرة. يتطلب التشخيص تعظمًا متكدسًا لما لا يقل عن أربعة أجسام فقرية متجاورة. كلاسيكيًا، قد يكون للمرض المتقدم مظهر شمع الشمعة الذائب على طول العمود الفقري في الدراسات الشعاعية. في بعض الحالات، قد يتجلى فرط التعظم الهيكلي المنتشر مجهول السبب على أنه تعظم للارتباط في أجزاء أخرى من الهيكل العظمي.
يكون التكلس والتعظم أكثر شيوعًا في الجانب الأيمن من العمود الفقري. يحدث هذا التكلس في الجانب الأيسر عند الأشخاص الذين يعانون من دكستروكارديا وانقلاب الموضع.

## العلاج
هناك أدلة علمية محدودة لعلاج أعراض فرط التعظم الهيكلي المنتشر مجهول السبب.
يمكن معالجة أعراض الألم والتيبس بتدابير تحفظية وأدوية مسكنة (مثل العقاقير غير الستيرويدية المضادة للالتهابات) والعلاج الطبيعي.
في الحالات الاستثنائية التي يتسبب فيها التكلس أو تكون نبتة العظام في ظهور أعراض شديدة وبؤرية، مثل صعوبة البلع أو اصطدام العصب، يمكن متابعة التدخل الجراحي.